# Ладинець
45°57′ пн. ш. 16°40′ сх. д. / 45.95° пн. ш. 16.67° сх. д.
Ладинець (хорв. Ladinec) — населений пункт у Хорватії, у Копривницько-Крижевецькій жупанії у складі громади Светі-Іван-Жабно.

## Населення
Населення за даними перепису 2011 року становило 152 осіб.
Динаміка чисельності населення поселення: